# Elecciones estatales de Sabah de 2018
Las elecciones estatales de Sabah de 2018 tuvieron lugar el 9 de mayo del mencionado año, al mismo tiempo que las elecciones federales, con el objetivo de renovar los 60 escaños de la Asamblea Legislativa Estatal que a su vez aprobaría al nuevo Ministro Principal (Gobernador) para el período 2018-2023 (a no ser que la DUN se disolviera anticipadamente). Fueron las decimoterceras elecciones desde la incorporación de Sabah a Malasia en 1964.
El Partido del Patrimonio de Sabah (WARISAN) que a su vez mantenía un pacto electoral con la coalición nacional Pakatan Harapan (Pacto de Esperanza o PH) fue el bloque más votado con un 47.16% de los sufragios, con Shafie Apdal como candidato al ejecutivo estatal. El oficialista Barisan Nasional (Frente Nacional) liderado por el Ministro Principal incumbente Musa Aman quedó en segundo lugar con el 42.04%, y la Alianza Unida de Sabah (USA), una agrupación de partidos estatales, quedó en tercer lugar con el 7.18%. Las demás fuerzas no superaron el 2% de los votos. En cuanto al reparto de escaños, se dio un empate técnico entre el bloque PH/WARISAN y el BN, con 29 escaños para ambos, quedando el Partido Solidario de la Patria (STAR), de Jeffrey Kitingan, con los 2 escaños restantes.
Ante esta situación, el partido que recibiese el apoyo de los diputados del STAR accedería al gobierno. Estos declararon su apoyo al Barisan Nasional, garantizando un cuarto mandato a Musa Aman. Sin embargo, la crisis inmediata provocada por la derrota del BN a nivel federal provocó una serie de deserciones y disputas políticas post-electorales que bloquearon la juramentación. Finalmente, en la Asamblea Legislativa Estatal de Sabah se dieron las suficientes deserciones del Barisan Nasional al WARISAN para lograr que Shafie Apdal fuese electo Ministro Principal, con el apoyo de 41 diputados, tomando juramento el 12 de mayo, tan solo tres días después de realizada la elección.

## Antecedentes
Sabah estuvo gobernada casi ininterrumpidamente por el Barisan Nasional desde su creación en 1973 (antes que eso, su predecesora, la Alianza, no estaba representada en el estado y la Organización Nacional Unida de Sabah ocupaba su lugar), liderazgo que se vio consolidado por una contienda interna entre la USNO y el Frente Unido del Pueblo de Sabah (BERJAYA) en 1976 que culminó con la victoria electoral de este último, aunque ambos fueran parte del BN. En 1985, por primera vez el BN fue derrotado por el Partido Unido de Sabah, liderado por Joseph Pairin Kitingan, quien fue investido Ministro Principal del estado. Un año más tarde, una serie de disturbios en el estado dejaron Sabah al borde de una intervención de parte del gobierno federal, por lo que el PBS aceptó unirse al BN, manteniendo a Kitingan en su puesto. Las fricciones hicieron que el partido abandonara la coalición en 1990. Sin embargo, una deserción masiva tras las elecciones de 1994 significó el retorno al poder del Barisan Nasional. Inicialmente, se acordó una administración rotatoria entre los distintos partidos componentes del BN, pero finalmente el principal partido tanto a nivel estatal como nacional, la Organización Nacional de los Malayos Unidos (UMNO), monopolizó la coalición de gobierno, permaneciendo su líder local Musa Aman en el poder desde el 27 de marzo de 2003.

## Campaña
A principios de abril de 2018, el Partido del Patrimonio de Sabah, escisión de la UMNO de Sabah liderada por Shafie Apdal firmó un pacto electoral con el Pakatan Harapan, principal coalición de la oposición del país, para acordar presentar un candidato por escaño estatal y federal en Sabah. El pacto acordaba que el WARISAN estaría representado en el gabinete federal de Mahathir Mohamad si este resultaba electo Primer ministro de Malasia, mientras que el Pakatan Harapan estaría representado en el gabinete estatal de Shafie si este resultaba electo Ministro Principal de Sabah. Sin embargo, el WARISAN rechazó unirse formalmente al Pakatan Harapan, bajo el alegato de que intentaría "evitar la influencia malaya en el partido".
El gobierno de Musa Aman se vio envuelto en un escándalo durante la campaña electoral cuando fue acusado por BERISH (Coalición por Elecciones Libres y Justas, una ONG establecida en 2007) de comprar votos para la elección de escaños federales del Dewan Rakyat. Musa fue criticado por entregar 155 motocicletas a varios empresarios en Sandakan, en lo que fue ampliamente visto como un intento de arrebatar el escaño marginalmente obtenido por el opositor Partido de Acción Democrática (DAP). El candidato del DAP ganó el escaño por un margen del 4% en las elecciones federales de 2013.

## Resultados
|  | 32.14 % |

|  | 35.00 % |

|  | 9.34 % |

|  | 10.00 % |

|  | 5.48 % |

|  | 3.33 % |

|  | 0.02 % |

|  | 0.00 % |

|  | 47.16 % |

|  | 48.33 % |

|  | 25.86 % |

|  | 28.33 % |

|  | 8.57 % |

|  | 10.00 % |

|  | 4.58 % |

|  | 8.33 % |

|  | 1.13 % |

|  | 0.00 % |

|  | 1.94 % |

|  | 0.00 % |

|  | 0.96 % |

|  | 0.00 % |

|  | 0.95 % |

|  | 1.67 % |

|  | 42.04 % |

|  | 48.33 % |

|  | 4.50 % |

|  | 3.33 % |

|  | 2.10 % |

|  | 0.00 % |

|  | 0.40 % |

|  | 0.00 % |

|  | 0.18 % |

|  | 0.00 % |

|  | 7.18 % |

|  | 3.33 % |

|  | 1.33 % |

|  | 0.00 % |

|  | 1.10 % |

|  | 0.00 % |

|  | 0.36 % |

|  | 0.00 % |

|  | 0.24 % |

|  | 0.00 % |

|  | 0.02 % |

|  | 0.00 % |

|  | 0.13 % |

|  | 0.00 % |

|  | 97.95 % |

|  | 2.05 % |

|  | 100.00 % |

|  | 100.00 % |

|  | 77.17 % |

## Formación del gobierno
Un día después de los comicios, la Organización Pasokmomogun Kadazandusun Murut Unida (UPKO) anunció que dejaba el Barisan Nasional y se fusionaría con el WARISAN formar gobierno en Sabah. Sin embargo, los cinco asambleístas estatales electos de la UPKO se declararon independientes y se negaron a abandonar el frente oficialista, garantizando la reelección de Musa Aman como gobernador con el apoyo del Partido Solidario de la Patria.
Sin embargo, el gobierno del BN en Sabah no duró mucho. Al día siguiente, seis asambleístas del BN (cuatro de la UMNO y dos de la UPKO) desertaron al WARISAN. La coalición WARISAN-PH tomó de este modo el control del estado de Sabah, marcando el primer triunfo de un partido ajeno al BN en dicho estado desde 1994. Shafie Apdal, del WARISAN, fue investido gobernador el 12 de mayo. Otro partido del Barisan Nasional, el Partido Liberal Democrático, anunció que dejaba la coalición ese mismo día debido al bajo rendimiento en las elecciones, no habiendo conseguido ganar un solo escaño.
Otros dos partidos del Barisan en Sabah, el Partido Unido de Sabah (PBS) y el Partido Popular de Sabah (PBRS) anunciaron que dejarían también el BN. El PBRS declaró que solicitaría unirse al Pakatan Harapan, mientras que el PBS decidió que formaría su propia coalición estatal, fuera de ambas fuerzas políticas.